# جيكوب هانسفورد
جيكوب هانسفورد (بالإنجليزية: Jacob Hansford)‏ (مواليد 28 سبتمبر 1995) هو سبّاح أسترالي، مثّل بلاده في الألعاب الأولمبية الصيفية 2016.

## روابط خارجية
جيكوب هانسفورد على موقع الاتحاد الدولي للسباحة (الإنجليزية)
- جيكوب هانسفورد على موقع SwimRankings.net (الإنجليزية)
- جيكوب هانسفورد على موقع اللجنة الأولمبية الدولية (الإنجليزية)
- جيكوب هانسفورد على موقع أوليمبيديا (الإنجليزية)
- جيكوب هانسفورد على موقع اللجنة الأولمبية الأسترالية (الإنجليزية)